# Anairis Cadavid
Anairis Cadavid Ardila (Valledupar, 5 de enero de 1995) es una profesional en administración de negocios internacionales y reina de belleza colombiana, reconocida principalmente por haber representado a César en el Concurso Nacional de Belleza de Colombia de 2018-19.
Fue la encargada de portar la banda de Colombia en Miss Continentes Unidos 2019, que se llevó a cabo el 28 de septiembre del mismo año en Ecuador, evento en el que se alzó con el título, brindándole a Colombia el segundo triunfo en la historia de este certamen.

## Biografía

### Vida personal
Cadavid nació en la ciudad de Valledupar el 5 de enero de 1995, es profesional en Administración de Negocios Internacionales de la Universidad del Rosario y Magíster en Dirección Estratégica de la Empresa de la Universidad Francisco de Vitoria además de su natal español, tiene dominio en el idioma inglés.

### Señorita César 2018
Luego de terminar sus estudios profesionales, la cesarense se dedicó por completo a uno de los proyectos más importantes de su vida que había contemplado desde tiempo atrás: participar en el Concurso Nacional de Belleza. Así, en junio de 2018 se convirtió, por decisión unánime, en la nueva reina de los vallenatos y, desde ese momento, en una de las favoritas a ganar la corona de Señorita Colombia.

### Señorita Colombia 2018-19
Manteniendo su favoritismo, la joven llegó a Cartagena a principios de noviembre de 2018, junto a las demás candidatas de los diferentes territorios nacionales. Durante el desarrollo del concurso se destacó por su belleza y oratoria; sin embargo, esto no fue suficiente para ingresar al Top 10 de semifinalistas en la noche final. La ganadora fue la vallecaucana Gabriela Tafur Náder.

### Miss Continentes Unidos 2019
A inicios del 2019, la Organización CNB toma la decisión de designar a Cadavid al certamen Miss Continentes Unidos 2019, ingresando de esta manera a la Corte Real, junto a las finalistas de la pasada edición del concurso nacional. Desde un inicio, se ganó la admiración y el favoritismo del público, y lo ratificó la noche de elección y coronación al obtener el título de Miss Cielo, otorgado a la candidata con mayor cantidad de likes en el Instagram oficial de uno de los mayores patrocinadores del evento: Agua Cielo. Finalmente, el 28 de septiembre se alzó con la victoria, convirtiéndose en la segunda colombiana en ganar dicho título.